# Samira Benhamza
Samira Benhamza est une athlète marocaine. 

## Biographie
Samira Benhamza est médaillée d'argent du lancer du javelot aux championnats d'Afrique 1984 à Rabat et médaillée de bronze aux championnats d'Afrique 1985 au Caire.
Elle est sacrée championne du Maroc du lancer du javelot en 1984, 1985 et 1987.